# Seznam zápasů Třinec–Havířov v české hokejové extralize
Kompletní seznam extraligových zápasů HC Oceláři Třinec s Havířovem v České hokejové extralize. Týmy se v každé sezóně utkávají 4×.
| Číslo | Sezona    | Domácí  | Výsledek | Hosté   | Třetiny                           |
| ----- | --------- | ------- | -------- | ------- | --------------------------------- |
| 1     | 1999/2000 | Třinec  | 2 : 1    | Havířov | (1 : 0 , 1 : 0 , 0 : 1)           |
| 2     | 1999/2000 | Havířov | 1 : 6    | Třinec  | (0 : 1 , 0 : 3 , 1 : 2)           |
| 3     | 1999/2000 | Třinec  | 2 : 2 PP | Havířov | (1 : 0 , 0 : 1 , 1 : 1)           |
| 4     | 1999/2000 | Havířov | 3 : 9    | Třinec  | (0 : 1 , 2 : 4 , 1 : 4)           |
| 5     | 2000/2001 | Třinec  | 3 : 3 PP | Havířov | (2 : 1 , 1 : 2 , 0 : 0)           |
| 6     | 2000/2001 | Havířov | 2 : 5    | Třinec  | (1 : 2 , 0 : 0 , 3 : 0)           |
| 7     | 2000/2001 | Třinec  | 7 : 5    | Havířov | (3 : 0 , 3 : 3 , 1 : 2)           |
| 8     | 2000/2001 | Havířov | 5 : 4    | Třinec  | (2 : 1 , 2 : 1 , 1 : 2)           |
| 9     | 2001/2002 | Havířov | 3 : 5    | Třinec  | (1 : 2 , 2 : 2 , 0 : 1)           |
| 10    | 2001/2002 | Třinec  | 3 : 8    | Havířov | (2 : 1 , 1 : 4 , 0 : 3)           |
| 11    | 2001/2002 | Havířov | 2 : 4    | Třinec  | (1 : 1 , 1 : 1 , 0 : 2)           |
| 12    | 2001/2002 | Třinec  | 1 : 2    | Havířov | (0 : 1 , 0 : 1 , 1 : 1)           |
| 13    | 2002/2003 | Třinec  | 7 : 1    | Havířov | (1 : 0 , 2 : 0 , 4 : 1)           |
| 14    | 2002/2003 | Havířov | 0 : 6    | Třinec  | (0 : 1 , 0 : 3 , 0 : 2)           |
| 15    | 2002/2003 | Třinec  | 4 : 4 PP | Havířov | (1 : 0 , 1 : 2 , 2 : 2 , 0 : 0)   |
| 16    | 2002/2003 | Havířov | 4 : 2    | Třinec  | (2 : 0 , 2 : 1 , – : –) Nedohráno |
| 17    | 2002/2003 | Havířov | 1 : 7    | Třinec  | (0 : 1 , 1 : 3 , 0 : 3)           |

### Bilance
| Výhra | Výhra po PP | Remíza | Prohra po PP | Prohra | Počet zápasů |
| ----- | ----------- | ------ | ------------ | ------ | ------------ |
| 9     | 0           | 3      | 0            | 4      | 16           |